# Trivalvaria kanjilalii
Trivalvaria kanjilalii là loài thực vật có hoa thuộc họ Na. Loài này được D. Das mô tả khoa học đầu tiên tại trang 263 số 10 tạp chí Bulletin of the Botanical Survey of India năm 1969.

## Phân bố
Loài này có tại Ấn Độ. Môi trường sống là rừng thường xanh ở cao độ đến 1.500 m.

## Mô tả
Cây bụi hoặc cây gỗ nhỏ, cao khoảng 3–4 m. Vỏ cây màu nâu sẫm, cành có lông măng dày đặc khi còn non, nhẵn nhụi khi trưởng thành. Lá đơn giản, mọc xen kẽ, hình mũi mác, kích thước 10-15 x 3–4 cm, đáy cắt cụt hoặc tròn, mép nguyên, đỉnh nhọn hoắt, giống như da, mỏng, màu xanh lục sẫm, mặt trên nhẵn, mặt dưới phấn nhạt, gân bên 7-9 ở mỗi bên của gân giữa, chìm hoặc mờ nhạt ở mặt trên, nổi rõ ở mặt dưới, các gân nhỏ hình mắt lưới mịn và gần, cuống lá nhẵn nhụi, dài khoảng 0,2-0,3 cm. Hoa lưỡng tính, đơn độc, mọc ở đầu cành hoặc nách lá, cuống hoa thon, có lông măng màu nâu, dài khoảng 0,2-0,3 cm, lá bắc ở giữa, hình mũi mác, đỉnh nhọn hoắt, dài khoảng 2–3 mm. Lá đài 3, xếp lợp, tự do, hình trứng rộng hoặc hình tròn, bên ngoài lông măng dày, bên trong lông tơ mịn, kích thước khoảng 3-4 x 4-4,5 mm. Cánh hoa 6, thành 2 vòng, các cánh hoa bên ngoài, xếp rời, nhỏ hơn một chút so với cánh hoa bên trong, hình trứng, đỉnh nhọn, khoảng 2,5-3 x 2-2,5 mm; các cánh hoa bên trong xếp lợp, hình thang hoặc hình thoi, đáy có vấu ngắn, đỉnh nhọn và cong vào, dài khoảng 3-4 x 2,5 mm. Nhị hoa nhiều, dài khoảng 1 mm, bao phấn rộng, đính lưng, mô liên kết hơi lồi hoặc phẳng đỉnh. Lá noãn nhiều, hình trứng hoặc thuôn, có lông cứng, dài khoảng 1 mm, vòi nhụy cong, đầu nhụy hình đầu có lông tơ. Các lá noãn thành thục ít, đơn quả hình trứng ngược hoặc hình gần cầu, đáy tù, đỉnh tù, màu đỏ khi chín, nhẵn nhụi, có rãnh rõ rệt nằm ngang, đường kính khoảng 1 cm, cuống quả mập, dài khoảng 4–7 mm. Hạt 1. Ra hoa tháng 6-7, tạo quả tháng 9-12.